# Probopyrus aberrans
Probopyrus aberrans är en kräftdjursart som beskrevs av Hugo Frederik Nierstrasz och Brender à Brandis 1932. Probopyrus aberrans ingår i släktet Probopyrus och familjen Bopyridae. Inga underarter finns listade i Catalogue of Life.